# Policija (Slovenija)
Policija je organ v sestavi Ministrstva za notranje zadeve Republike Slovenije. Njeno delovanje je bilo do leta 2013 opredeljeno v Zakonu o policiji (ZOP), od leta 2013 pa delovanje urejata dva zakona in sicer Zakon o nalogah in pooblastilih policije (ZNPPol) in Zakon o organiziranosti in delu v policiji (ZODPol).

## Naloge
Primarne naloge policije so opredeljene v 4. členu ZNPPol:
1. varovanje življenja, osebne varnosti in premoženja ljudi;
2. preprečevanje, odkrivanje in preiskovanje kaznivih dejanj in prekrškov, odkrivanje in prijemanje storilcev kaznivih dejanj in prekrškov, drugih iskanih oseb ter njihovo izročanje pristojnim organom in zbiranje dokazov ter raziskovanje okoliščin, ki so pomembne za ugotovitev premoženjske koristi, ki izvira iz kaznivih dejanj in prekrškov;
3. vzdrževanje javnega reda;
4. nadzor in urejanje prometa na javnih cestah in nekategoriziranih cestah, ki so dane v uporabo za javni promet;
5. varovanje državne meje in opravljanje mejne kontrole;
6. opravljanje nalog, določenih v predpisih o tujcih;
7. varovanje določenih oseb, organov, objektov in okolišev;
8. varovanje določenih delovnih mest in tajnosti podatkov državnih organov, če z zakonom ni drugače določeno;
9. naloge ob naravnih in drugih nesrečah;
10. izvajanje nalog, določenih v tem in drugih zakonih in podzakonskih predpisih.

## Zgodovina
Za uradni začetek policije v Sloveniji velja 8. junij 1849, ko je bilo ustanovljeno Orožništvo Avstro-Ogrske.
Policija je pomembno vplivala na osamosvojitev Slovenije. Tako je že leta 1989 potekala Akcija Sever, ki jo lahko štejemo za prvo obrambno akcijo za samostojnost Slovenije, naslednje leto pa so nekateri pripadniki sodelovali v Manevrski strukturi narodne zaščite. Med slovensko osamosvojitveno vojno se je policija borila skupaj s takratno Teritorialno obrambo Republike Slovenije proti Jugoslovanski ljudski armadi. Praznik Slovenske policije je 27. junij v spomin na boje pri mejnem prehodu Holmec v osamosvojitveni vojni.
Januarja 2021 je veliko razburjenje slovenske javnosti povzročilo razkritje plačnih podatkov uslužbencev slovenske Policije z navedbo imen in priimkov, delovnih mest ter bruto zneskov, prejetih v decembru 2020. Podatke je v odziv na začeto stavko policistov razkrilo Ministrstvo za notranje zadeve pod vodstvom Aleša Hojsa. Pojavili so se očitki o kršenju zasebnosti policistov in Pravilnika o zaščiti podatkov Policije ter ogrožanju policijskih postopkov, javne varnosti in varnosti policistov. Informacijska pooblaščenka Mojca Prelesnik je presodila, da je bilo razkritje skladno s uredbo GDPR in slovensko zakonodajo o varstvu osebnih podatkov, saj gre za javne uslužbence, zato se ni odločila za uvedbo inšpekcijskega nadzora. Premier Janez Janša je napovedal izvzetje uslužbencev Policije iz plačnega sistema javnih uslužbencev.
16. junija 2021 je bila na območju Brežic zaradi veliko nezakonitih prečkanj meja ustanovljena šele druga enota za nadzor državne meje. Sestavlja jo 23 oseb.

## Razvoj informatike
Začetek informatike v slovenski policiji sega v prejšnje stoletje, ko je še bila milica in je imela mehanografsko obdelavo podatkov. Nadaljuje se s samodejno računalniško obdelavo, nato z informacijsko-telekomunikacijskim sistemom (ITSP) in kasneje vključitev v schengenski informacijski sistem. Zelo pomembna odločitev je bila izbira IBM-ove tehnologije. Slovenija je bila ena izmed prvih držav, ki je začela uvajati centralno informatizirano upravno oz. policijsko evidenco. Izbira IBM-ove tehnologije se je pokazala za pomembno dolgoročno strateško odločitev. Pomembna je tudi bila uvedba elektronske izmenjave podatkov med uporabniki in uporabe elektronske pošte v policiji leta 1990. V letu 2005 je pridobila novo aplikacijo in druga orodja, ki povezujejo policijske aplikacije s schengenskim informacijskim sistemom.

## Organizacija
- Generalna policijska uprava

- Služba generalnega direktorja policije
  - Sektor za nadzor
  - Sektor za notranje preiskave in integriteto
  - Sektor za analitiko
  - Sektor za mednarodne odnose
  - Sektor za odnose z javnostmi
  - Policijski orkester

- Uprava uniformirane policije
  - Sektor splošne policije
  - Sektor prometne policije
  - Sektor mejne policije
  - Sektor za organizacijo in razvoj uniformirane policije
  - Center za tujce
  - Center za prekrškovne zadeve

- Uprava kriminalistične policije
  - Sektor za organizirano kriminaliteto
  - Sektor za splošno kriminaliteto
  - Sektor za gospodarsko kriminaliteto
  - Sektor za posebne naloge
  - Sektor za mednarodno policijsko sodelovanje
  - Center za kriminalistično obveščevalno dejavnost
  - Center za računalniško preiskovanje
  - Nacionalni preiskovalni urad

- Nacionalni forenzični laboratorij

- Uprava za policijske specialnosti
  - Center za varovanje in zaščito
  - Operativno komunikacijski center
  - Specialna enota
  - Letalska policijska enota

- Policijska akademija
- Urad za informatiko in telekomunikacije
- Uprava avtocestne policije

### Policija (Slovenija) čini
|      | Kandidat za policista | Pomožnik policista | Policist IV | Policist III | Policist II | Policist I |
|      |                       |                    |             |              |             |            |
| NATO | OR-1                  | OR-2               | OR-5        | OR-6         | OR-7        | OR-8       |

|      | Policijski inšpektor IV | Policijski inšpektor III | Policijski inšpektor II | Policijski inšpektor I | Policijski svetnik IV | Policijski svetnik III | Policijski svetnik II | Policijski svetnik I | Namestnik generalnega direktorja policije | Generalni direktor policije |
|      |                         |                          |                         |                        |                       |                        |                       |                      |                                           |                             |
| NATO | OF-1c                   | OF-1b                    | OF-1a                   | OF-2                   | OF-3                  | OF-4                   | OF-5b                 | OF-5a                | OF-6                                      | OF-7                        |

### Policijske uprave
- Policijska uprava Celje
- Policijska uprava Koper
- Policijska uprava Kranj
- Policijska uprava Ljubljana
- Policijska uprava Maribor
- Policijska uprava Murska Sobota
- Policijska uprava Nova Gorica
- Policijska uprava Novo mesto

Bivše policijske uprave
- Policijska uprava Krško (ukinjena leta 2011)
- Policijska uprava Postojna (ukinjena leta 2011)
- Policijska uprava Slovenj Gradec (ukinjena leta 2011)

## Generalni direktor policije
Generalni direktor policije je najvišji policist, ki skrbi za delovanje Policije in je podrejen ministru za notranje zadeve.
Seznam
- Borut Likar (1. avgust 1998 - 4. februar 1999)
- Andrej Podvršič (1. marec 1999 - 15. junij 2000)
- Marko Pogorevc (16. junij 2000 - 14. januar 2003)
- Darko Anželj (15. januar 2003 - 7. april 2005)
- Bojan Potočnik (v.d.; 7. april 2005 - 1. julij 2005)
- Jože Romšek (1. julij 2005 - 8. januar 2009)
- Matjaž Šinkovec (v.d.; 8. januar 2009 - 19. februar 2009)
- Janko Goršek (v.d.; 19. februar 2009 - 18. oktober 2012)[5]
- Stanislav Veniger (18. oktober 2012 do 29. oktober 2014)[6]
- Marjan Fank (29. oktober 2014 do 11. decembra 2018)
- Tatjana Bobnar (11. december 2018 - 15. marec 2020)
- Anton Travner (v. d. 14. marec 2020–12. junij 2020; 12. junij 2020–30. junij 2020)
- Andrej Jurič (v. d.; 1. julij 2020–29. januar 2021)
- Anton Olaj (29. januar 2021–2. junij 2022)
- Boštjan Lindav (v. d.; 2. junij 2022– 23. februar 2023)
- Senad Jušić (v. d.; 23. februar 2023-)

## Specializacija
Poleg splošne policije so v Policiji še naslednje specializacije:
- prometna policija
- mejna policija
- pomorska policija
- letališka policija
- konjeniška policija
- vodnik službenega psa

Število zaposlenih policistov v Sloveniji:
- ob osamosvojitvi, leta 1991 je bilo zaposlenih 4.400 uniformiranih miličnikov (miličniki so 2. 2. 1992 postali policisti).[7]
- marca leta 2021 je bilo zaposlenih že 7.208 policistov (od tega 4.653	moških in 984 žensk [8]

## Galerija
- Policist med opravljanjem svojega dela v službenem vozilu
- Kombi slovenske policije
- Škoda Octavia RS - vozilo cestne policije
- Policijski avtomobil Seat Ateca
- Policijski čoln P66
- Upokojeni policijski čoln P 111 v Koprju - Njegova trenutna lokacija je Park vojaške zgodovine Pivka
- Upokojeni helikopter AB 212 S5-HPB 1 med letom - Njegova trenutna lokacija je Park vojaške zgodovine Pivka
- Kriminalistična policijski logotip
- Policijski logotip